# Дэнэнаэ, Овидиу Ливиу
Ови́диу Ли́виу Дэнэна́э (рум. Ovidiu Liviu Dănănae; 26 августа 1985, Крайова, СРР) — румынский футболист, защитник. Экс-игрок сборной Румынии.

## Карьера

### Клубная
Начал свою профессиональную карьеру в 2003 году в клубе «Решица», за который выступал один сезон, после чего перешёл в «Университатю» из Крайовы — родного города футболиста. В ноябре 2009 года мог состояться его переход в ПСВ, который предложил за игрока 1 млн евро, однако сделка не состоялась. В 2011 году, после вылета «Университати» из элитного дивизиона чемпионата Румынии, был вынужден покинуть клуб. 20 июля 2011 года прибыл на просмотр в «Томь». 27 июля футболист подписал трёхлетний контракт с томским клубом. Дебют футболиста в составе «Томи» состоялся 13 августа 2011 года в матче против клуба «Спартак-Нальчик». «Томь» уступила со счётом 0:2, а Дэнэнаэ отметился жёлтой карточкой. 5 января 2012 года подписал контракт с бухарестским клубом «Стяуа», рассчитанный на четыре с половиной года.
В настоящее время выступает за кипрский клуб «Аполлон» (Лимасол).

### В сборной
Дебют в сборной Румынии состоялся 12 августа 2009 года в товарищеской игре со сборной Венгрии.

## Статистика

### Клубная
| Клуб                      | Сезон            | Лига | Лига | Кубки | Кубки | Еврокубки | Еврокубки | Прочее | Прочее | Итого | Итого |
| Клуб                      | Сезон            | Игры | Голы | Игры  | Голы  | Игры      | Голы      | Игры   | Голы   | Игры  | Голы  |
| ------------------------- | ---------------- | ---- | ---- | ----- | ----- | --------- | --------- | ------ | ------ | ----- | ----- |
| Решица                    | 2003/04          | 21   | 2    | ?     | ?     | 0         | 0         | 0      | 0      | 21    | 2     |
| Решица                    | Итого            | 21   | 2    | ?     | ?     | 0         | 0         | 0      | 0      | 21    | 2     |
| Университатя Крайова 1948 | 2004/05          | 5    | 0    | ?     | ?     | 0         | 0         | 0      | 0      | 5     | 0     |
| Университатя Крайова 1948 | 2005/06          | 29   | 2    | ?     | ?     | 0         | 0         | 0      | 0      | 29    | 2     |
| Университатя Крайова 1948 | 2006/07          | 32   | 0    | ?     | ?     | 0         | 0         | 0      | 0      | 32    | 0     |
| Университатя Крайова 1948 | 2007/08          | 30   | 0    | ?     | ?     | 0         | 0         | 0      | 0      | 30    | 0     |
| Университатя Крайова 1948 | 2008/09          | 32   | 0    | ?     | ?     | 0         | 0         | 0      | 0      | 32    | 0     |
| Университатя Крайова 1948 | 2009/10          | 6    | 0    | 0     | 0     | 0         | 0         | 0      | 0      | 6     | 0     |
| Университатя Крайова 1948 | 2010/11          | 31   | 0    | 2     | 0     | 0         | 0         | 0      | 0      | 33    | 0     |
| Университатя Крайова 1948 | Итого            | 165  | 2    | 2     | 0     | 0         | 0         | 0      | 0      | 167   | 2     |
| Томь                      | 2011/12          | 2    | 0    | 0     | 0     | 0         | 0         | 0      | 0      | 2     | 0     |
| Томь                      | Итого            | 2    | 0    | 0     | 0     | 0         | 0         | 0      | 0      | 2     | 0     |
| Всего за карьеру          | Всего за карьеру | 188  | 4    | 2     | 0     | 0         | 0         | 0      | 0      | 190   | 4     |

### В сборной
| Матчи и голы Дэнэнаэ за сборную Румынии | Матчи и голы Дэнэнаэ за сборную Румынии | Матчи и голы Дэнэнаэ за сборную Румынии | Матчи и голы Дэнэнаэ за сборную Румынии | Матчи и голы Дэнэнаэ за сборную Румынии | Матчи и голы Дэнэнаэ за сборную Румынии |
| --------------------------------------- | --------------------------------------- | --------------------------------------- | --------------------------------------- | --------------------------------------- | --------------------------------------- |
| №                                       | Дата                                    | Оппонент                                | Счёт                                    | Голы                                    | Соревнование                            |
| 1                                       | 12 августа 2009                         | Венгрия                                 | 1-0                                     | -                                       | Товарищеский матч                       |
| 2                                       | 2 июня 2010                             | Македония                               | 0-1                                     | -                                       | Товарищеский матч                       |
| 3                                       | 5 июня 2010                             | Гондурас                                | 3-0                                     | -                                       | Товарищеский матч                       |
| 4                                       | 11 августа 2010                         | Турция                                  | 0-2                                     | -                                       | Товарищеский матч                       |

Итого: 4 матча / 0 голов; 2 победы, 0 ничьих, 2 поражения.

## Достижения
«Университатя Крайова 1948»
- Победитель Второй лиги Румынии: 2005/06